# NATO-Ukraine-Rat
Der NATO-Ukraine-Rat (englisch NATO-Ukraine Council; französisch Conseil OTAN-Ukraine; ukrainisch Рада Україна-НАТО) ist ein gemeinsames Gremium, in dem die Alliierten und die Ukraine als gleichberechtigte Teilnehmer politische Dialoge, Engagement, Zusammenarbeit und die Bestrebungen der Ukraine für eine Mitgliedschaft in der NATO vorantreiben. Es dient auch als Krisenberatungsmechanismus zwischen der NATO und der Ukraine.

## Geschichte
Die Beziehungen zwischen der NATO und der Ukraine reichen bis in die frühen 1990er Jahre zurück und haben sich seitdem zu einer der bedeutendsten Partnerschaften der NATO entwickelt. Seit 2014, im Zuge der Annexion der Krim durch Russland, wurde die Zusammenarbeit in kritischen Bereichen intensiviert. Seit dem Beginn von Russlands Invasion am 24. Februar 2022 haben die NATO und die Alliierten ein hohes Maß an Unterstützung für die Ukraine bereitgestellt.
Am 11. Juli 2023 fand das erste Treffen des NATO-Ukraine-Rats auf Ebene der Staats- und Regierungschefs statt. Die Teilnehmer begrüßten den ukrainischen Präsidenten Selenskyj und diskutierten die Sicherheitslage in der Region. Die Alliierten bekräftigten ihre Unterstützung für die Unabhängigkeit, Souveränität und territoriale Integrität der Ukraine innerhalb ihrer international anerkannten Grenzen. Sie erkannten auch an, dass die Ukraine auf ihrem Weg zur vollständigen euro-atlantischen Integration Fortschritte gemacht habe und dass ihre Zukunft in der NATO liege.
Seit dem Beginn der Invasion Russlands in die Ukraine hat die NATO ihre Abschreckungs- und Verteidigungshaltung erheblich verstärkt, einschließlich der Aufstellung von vier neuen Kampfgruppen im östlichen Teil der Allianz. Auf dem NATO-Gipfel in Madrid (28. bis 30. Juni 2022) stimmten die Alliierten darin überein, dass Russland die größte und direkteste Bedrohung für ihre Sicherheit und den Frieden und die Stabilität im euro-atlantischen Raum ist. Die NATO betonte jedoch, dass sie keine Konfrontation suche und selbst keine Bedrohung für Russland darstelle.
Am 26. Juli 2023 waren Vertreter der 31 NATO-Staaten und der Ukraine zu einem weiteren Austausch über die Lage im Kriegsgebiet zusammenkommen. Hintergrund des Treffens war die Aufkündigung des Getreide-Abkommens kurz zuvor durch Russland. Der ukrainische Präsident Selenskyj bat um dieses Treffen. Er pochte auf eine Perspektive für Getreideexporte über die Häfen am Schwarzen Meer.